# Pacajus Esporte Clube
O Pacajus Esporte Clube é um clube de futebol da cidade brasileira de Pacajus, no estado do Ceará. Fundado em 17 de junho de 2017, iniciou suas disputas oficiais na Série C do Campeonato Cearense daquele ano, conseguiu o acesso à segunda divisão em 2018 e chegou à primeira em 2020, onde permaneceu até 2023. Em 2021, por sua campanha na competição estadual, conquistou seu primeiro título, a Taça Padre Cícero, levando-o a disputar a Série D do Campeonato Brasileiro de 2022, ano em que venceu a Taça Fares Lopes.

## História

Escudo do Pacajus entre 2017 e 2018

O Pacajus Esporte Clube foi fundado em 17 de junho de 2017 e teve sua inscrição na Série C do Campeonato Cearense oficializada em 21 de julho. Sob a presidência de Expedito Neto, o clube adotou o Paiacu como mascote e as cores verde, amarela e grená, em representação à bandeira da cidade. Em 1.º de agosto, ocorreu no Estádio Municipal João Ronaldo Matias, em Pacajus, inaugurado no mesmo ano, a apresentação à comissão técnica, à diretoria e à imprensa local dos 24 jogadores que defenderiam o time, em que estavam mesclados atletas da cidade e conhecidos do futebol do Nordeste brasileiro, treinados por André Pascoal.
O primeiro jogo do Pacajus, um amistoso com o Fortaleza, foi disputado em 5 de agosto no Estádio Alcides Santos, na capital cearense, e terminou com o placar de 3–1 para a equipe mandante. A estreia na terceira divisão do campeonato estadual aconteceu em 6 de outubro, quando o time recebeu o Itapajé em Horizonte, no Domingão — onde mandava na época enquanto o João Ronaldo estava sendo reformado —, e aplicou-lhe goleada de 6–1.
O Pacajus classificou-se para a Série B do Cearense de 2018, chegando à segunda fase mas não conseguindo o acesso à primeira divisão. No mesmo ano, participou da Taça Fares Lopes, sendo eliminado pelo Iguatu e terminando em quinto lugar após duas vitórias e dois empates na competição. Em 2019, ano em que Cristiano Cortez assumiu sua presidência, foi vice-campeão da segunda divisão do estadual em partida contra o Caucaia, que venceu por 3–0, subindo à Série A de 2020. Na Fares Lopes de 2020 saiu da competição na quinta colocação, tendo perdido todos os jogos antes do último, que venceu, contra o Campo Grande.

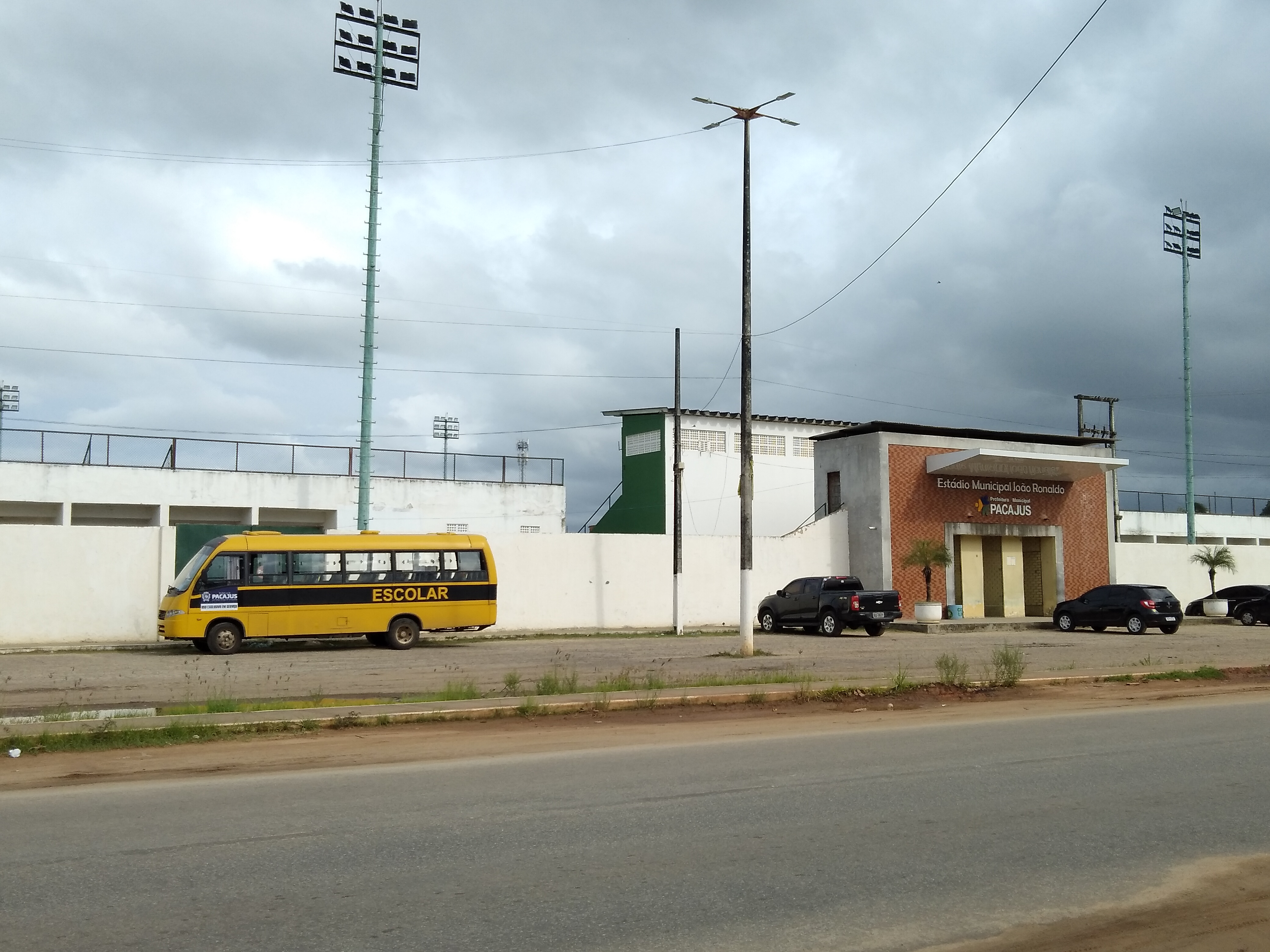
Entrada do Estádio Municipal João Ronaldo

Em 2021 o Pacajus recebeu seu primeiro título oficial, a Taça Padre Cícero, por ter realizado a melhor campanha de um time do interior do Ceará na primeira divisão do estadual, tendo terminado em quinto lugar. O título assegurou uma vaga na Série D do Brasileirão de 2022, no qual, na segunda fase, empatando em partidas dentro e fora de casa, por 1–1 e 0–0, respectivamente, foi eliminado pelo Rio Branco nas penalidades, por 5–4, saindo com cinco vitórias, sete empates e quatro derrotas. No mesmo ano, ao terminar a primeira fase do Cearense em terceiro, disputou as quartas de final com o Fortaleza, que o eliminou em jogos de ida, por 1–0, e volta, por 0–5, e foi campeão da Fares Lopes ao vencer o Guarany de Sobral por 1–0, em casa, conseguindo uma vaga na Copa do Brasil de 2023. O atacante Jeam foi o artilheiro da competição, tendo marcado quatro gols para a equipe treinada por Cleiton Cearense.
Posteriormente, no entanto, a Confederação Brasileira de Futebol enviou um ofício à Federação Cearense de Futebol informando que o torneio não havia sido realizado sob os critérios estabelecidos pela entidade, uma vez que três clubes da Série A do Campeonato Cearense participaram dos jogos, quando no mínimo quatro deveriam estar presentes. A vaga do Pacajus foi transferida para o Iguatu, melhor colocado da competição estadual além dos que estavam previamente classificados.
Em 2023, com baixo desempenho na primeira fase do estadual, o Pacajus ficou em terceiro lugar no quadrangular do rebaixamento, caindo para a Série B com o Guarani de Juazeiro, no qual aplicou uma goleada de 7–0 na última rodada. Na primeira fase da Série D do Brasileirão, o clube terminou na quarta colocação de seu grupo com 22 pontos, e na segunda, enfrentou o Retrô, que o eliminou ganhando com o placar de 2–1 tanto na partida de ida como na de volta. Na Fares Lopes garantiu quatro pontos na fase de grupos, onde goleou o Guarani de Juazeiro por 12–0, encerrando-a em segundo, e nas semifinais, obteve vantagem sobre o Ferroviário no jogo de ida, em casa, por 2–0, mas sofreu uma virada por 5–1 na volta, em Fortaleza. Na Série B estadual de 2024 empatou cinco partidas e perdeu três, ficando em nono e último lugar na tabela e sendo rebaixado para a terceira divisão de 2025, na qual terminou não sendo inscrito.
Em janeiro de 2025 o Pacajus foi citado na abertura de uma investigação do Ministério Público do Estado do Ceará (MPCE) por suspeita de manipulação de resultados em duas partidas da Série B — um empate sem gols contra o Pacatuba e outro por 1–1 contra o Tirol, que tiveram irregularidades detectadas pela Sportradar, empresa de monitoramento de competições contratada pela CBF. Um relatório do MPCE destacou "apostas ao vivo altamente suspeitas" a partir dos 65 minutos do primeiro jogo, enquanto que no segundo um gol contra que cedeu o empate ao Tirol foi considerado um movimento incomum. O presidente Cortez afirmou não aceitar estas práticas no clube e que espera que os atletas envolvidos sejam identificados e punidos.

## Títulos
- Taça Fares Lopes: 2022;[15]
- Taça Padre Cícero: 2021.[12]

## Estatísticas
| Competição | Competição           | Temporadas | Melhor campanha      | Estreia | Última | P | R |
| Ceará      | Cearense - Série A   | 4          | 5.º colocado (2022)  | 2020    | 2023   | — | 1 |
| Ceará      | Cearense - Série B   | 3          | vice-campeão (2019)  | 2018    | 2024   | 1 | 1 |
| Ceará      | Cearense - Série C   | 1          | 4.º colocado (2017)  | 2017    | 2017   | 1 | — |
| Ceará      | Taça Fares Lopes     | 5          | campeão (2022)       | 2018    | 2023   | — | — |
| Brasil     | Brasileiro - Série D | 2          | 28.º colocado (2023) | 2022    | 2023   | — | — |